# Ceratoneura mexicana
Ceratoneura mexicana is een vliesvleugelig insect uit de familie Eulophidae. De wetenschappelijke naam is voor het eerst geldig gepubliceerd in 1895 door Ashmead.